# Östergötlands runinskrifter 217
Ög 217 är en runsten i Oppeby i Sunds socken i Ydre kommun.

## Stenen
Runstenen består av granit och är 3,3 m hög, 0,7 m bred, och 0,3 m tjock. Runslingan börjar 0,7 m över marken och följer stenens kant. Runorna är 10-16 m höga, 0,1-1,0 cm djupa. Inne i runslingan finns ett kors. Runstenen är rest på en bergbacke invid landsvägen närmast Oppeby Södergård och flyttad ett stycke från sin förra plats.
Svenska Turistföreningen har satt upp en skylt där det står att stenen framtogs 1876 ur en ladugårdsgrund.

## Inskriften
Translitterering av runraden:
oniþikʀ : biorn : reisiʀ : stein : eftiʀ : krein : faþur : sin : auk : steinu : sistur : sina :
Normalisering till runsvenska:
Oniðingʀ Biorn ræisiʀ stæin æftiʀ Græin, faður sinn, ok Stæinu, systur sina.
Översättning till nusvenska:
Dannemannen Björn reser stenen efter Gren, sin fader, och Stena, sin syster.